# تشارليس بووث (مصلح اجتماعي)
تشارلز جيمس بووث (بالإنجليزية: Charles Booth)‏ (الذي ولد في الثلاثين من مارس عام 1840 وتوفي في الثالث والعشرين من نوفمبر 1916) مالك سفينة وباحث ومصلح اجتماعي بريطاني الجنسية , وقد اشتهر بدراساته الخيرية في مجال حياة الطبقة العاملة في لندن في نهاية القرن التاسع عشر.أثر عمل بووث مع بنجامين سيبوم راونتري على سياسة الحكومة اتجاه الفقر في بداية القرن العشرين , وقد ساهم في إيجاد رواتب لكبار السن ووجبات غذائية مجانية للأطفال الفقراء في المدارس.

## السيرة الذاتية
ولد تشارلز بووث في ليفربول,لانكشير في 30 آذار عام 1840, والده تشارلز بووث كان تاجر ذرة ومالك سفينة ثري ووالدته تدعى ايميلي فليتشر. بدأ تشارلز دراسته في مدرسة المعهد الملكي-ليفربول قبل أن يصبح متدربا في أعمال العائلة في عمر السادسة عشر , وفي عام 1862انضم إلى أخيه الفريد بووث في تجارة الجلود وقاما بتأسيس شركة شحن ناجحة معا وظل تشارلز يعمل بها حتى تقاعد عام 1912 .أصبح بووث منبوذا من هيمنة طبقة رجال الأعمال في ليفربول المولود بها , وبعد زواجه من ماري ماكولي ابنة أخ المؤرخ توماس بابينغتون ماكولي وابنة عم الأديب باتريس ويبب في عام 1871 , استقر في لندن وأنجب منها 3 أبناء و 4 بنات.تزوجت ابنته الكبرى أنتونيا من السيد مالكلوم ماكنغتين , وتزوجت باقي بناته من عائلتي ريتشي وجوربراون.

## المسار المهني
دخل بووث مجال تجارة الجلود مع أخيه الأكبر الفريد وعملا معا على تأسيس كشك وشركة الفريد في ليفربول ونيويورك بالاعتماد على ميراث قدره 20000 جنيه استرليني .ترشح بووث كسياسي برلماني للحزب الليبرالي لمدينتي توكستث وليفربول في عام 1865 , ولكنه لم ينجح. وبعد ما تعلم وأتقن مجال تجارة السفن ,قام بووث بإقناع أخيه الفريد وأخته ايميلي بالدخول في مجال الاستثمار في السفن التجارية في بارا , مارانوه وسيرا في البرازيل .
وقام بووث بأول رحلة بحرية له على ظهر سفينة تجارية للبرازيل في 14 شباط 1866 وكان له دور في بناء ميناء في ماناوس التي بدورها استطاعت التغلب على التقلبات الموسمية لمستوى المياه. ووصف بووث ذلك بالذكرى ( إبحاره ) عندما زار ماناوس للمرة الأخيرة في سنة 1912 .

## المنهج
بهدف تحديد مقاييس الفقر , قام بووث بتقسيم العمال إلى 8 مجموعات من الأفقر إلى الأغنى وقام بتسميتهم باستخدام الأحرف الأبجدية من أ إلى د . وقد اعتمد في تصنيفه على الظروف الاقتصادية والبعد الأخلاقي , فمثلا المجموعة (أ) تمثل الضعفاء المنحرفين والمجرمين. وبحسب قول البروفيسور (باول سبيكر) : « إنه لمن الضروري أن نلاحظ أن دراسات تشارلز بووث عن الفقر محرفة في مجال الحياة الاجتماعية» . لقد كان عمله محصورا مع راونتري ولكن كانت أساليبه ونظرياته مختلفة تماما .
كان مفهومه للفقر نسبي , ووصف الفقراء بناء على الطبقة وليس على المورود المادي . لم يحاول بووث أن يحدد الحاجة أو حتى مستويات العيش والكفاف في المورود المادي بناء على أبسط الاحتياجات , بل كان يستخدم خط الفقر كمؤشر على الفقر ليس كتعريف .كان منهاجه هو تعريف أنواع الحالات التي يعيشها الفقراء ووصف للحالات في شتى أشكالها مستخدما نظريات مبنية على النوعية والكمية في محاولة منه لإضافة بعد وعرف لوصف الفقر.

## روابط خارجية
- تشارليس بووث (مصلح اجتماعي) على موقع الموسوعة البريطانية (الإنجليزية)
- تشارليس بووث (مصلح اجتماعي) على موقع إن إن دي بي (الإنجليزية)